# El silencio de los fusiles
El silencio de los fusiles és una pel·lícula documental colombiana de 2017 escrita i dirigida per Natalia Orozco. Amb participació en importants esdeveniments com el Festival Internacional de Cinema de Cartagena de Indias, el Festival Rencontres de Tolosa de Llenguadoc i el Festival de Lima, el documental retrata les negociacions dutes a terme en l'Havana entre el govern nacional colombià encapçalat pel llavors president Juan Manuel Santos i el grup guerriller de les FARC, i els inconvenients que es van presentar en el camí i van posar en perill la signatura de l'acord.